# Качанов, Денис Владимирович
Дени́с Влади́мирович Кача́нов (латыш. Deniss Kačanovs; 27 ноября 1979, Рига) — латвийский футболист, защитник. На протяжении всей карьеры выступал за различные клубы Латвии. Нынешний игрок сборной Латвии, за которую провёл 29 матчей.

## Карьера
Качанов начал свою карьеру в ФК Елгава, а в 2000 году присоединился к клубу «Вентспилс». В 2001 году он стал игроком футбольного клуба «Даугава», но в 2002 году вскоре вернулся в «Вентспилс». Там он играл в течение 7 лет, приняв участие в 151 матче и забив 6 голов в чемпионате. В 2011 году играл за клуб «Сконто».